# Sachs (motorfiets)
Sachs is een Duits bedrijf dat bekend is geworden als fabrikant van motorfietsen en inbouwmotoren. Een aantal jaren geleden werd deze activiteit afgestoten. Tegenwoordig maakt Sachs onderdelen voor het chassis en voor de aandrijflijn van auto's en vrachtwagens. De motorfietsen worden nu elders in licentie gebouwd, nog wel onder de merknaam Sachs.

## Geschiedenis
Fichtel & Sachs AG, in Schweinfurt (Beieren), werd in 1895 opgericht door Karl Fichtel en Ernst Sachs. Men maakte fietsnaven en kogellagers, tot de kogellagerfabriek in de recessiejaren verkocht moest worden; dit werd de Zweedse lagerfabrikant SKF.
In 1929 ontstonden plannen om tweetaktmotoren in verschillende formaten te gaan produceren. De eerste motor, met een cilinderinhoud van 74 cc werd in 1930 gepresenteerd. Met zijn gewicht van slechts 8 kg was het in de jaren dertig een populaire inbouwmotor. Enige jaren later (1932) volgde een 98 cc uitvoering (de M32) en in 1937 verscheen de 60 cc Saxonette rijwielhulpmotor. Dit is de moeder van de huidige Spartamet. De huidige Saxonette heeft een 30cc hulpmotor.
In de jaren na de Tweede Wereldoorlog bleef Sachs lichte motoren produceren, zowel voor motorfietsen als andere doeleinden (stationair motoren voor landbouw, motoren voor grasmaaiers, snowmobiles en kettingzagen). Ze werden door verschillende andere fabrikanten ingebouwd. De hoofdactiviteit van de fabriek was dit echter niet. Men maakte nog steeds kogellagers, fiets- en motorfietsnaven, versnellingsbakken, veersystemen en koppelingen, waaronder de automatische centrifugaalkoppeling Saxomat.
In de jaren zestig nam Fichtel & Sachs onder andere de bedrijven Hercules Fahrrad GmbH & Co, Rabeneick, Huret, Maillard en Sedis over. Vanaf de jaren 70 werden verschillende Hercules- en DKW- modellen ook onder de merknaam Sachs uitgebracht. Sinds 1996 ontwikkelt en bouwt Sachs geen eigen motorfietsblokken meer; de fietsnavenfabricage is toen in handen gekomen van de firma SRAM.

## Formula1
Sachs levert ook onderdelen als de koppeling en dempers voor het Scuderia Alpha Tauri Formula1 Team.